# 布肯霍夫
布肯霍夫是德国巴伐利亚州的一个市镇。总面积1.39平方公里，总人口3346人，其中男性1647人，女性1699人（2011年12月31日），人口密度2 407人/平方公里。